# Drimys granadensis
Drimys granadensis är en tvåhjärtbladig växtart som beskrevs av Carl von Linné d.y.. Drimys granadensis ingår i släktet Drimys och familjen Winteraceae.

## Underarter
Arten delas in i följande underarter:
- D. g. grandiflora
- D. g. peruviana
- D. g. uniflora

## Bildgalleri

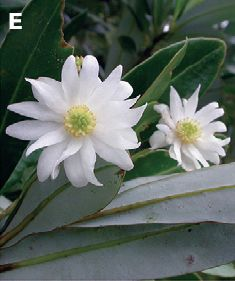
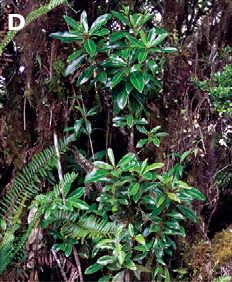